# Нюйоркски истории
„Нюйоркски истории“ (на английски: New York Stories) е американски антология филм от 1989 година на режисьорите Мартин Скорсезе, Франсис Форд Копола и Уди Алън. Той е съставен от три независими истории, случващи се в Ню Йорк, като всяка от частите има собствен режисьор, сценарист и актьорски състав. Всяка от частите има продължителност 40 минути.

## Сюжет
Внимание:  Текстът по-долу разкрива сюжета на произведението (или части от него)!

### „Житейски уроци“
Първата част се нарича „Житейски уроци“ и е режисирана от Мартин Скорсезе. В нея се разказва историята на прочутия художник Лайънъл Доби (Ник Нолти) и за неговата неизвестна асистентка Полет (Розана Аркет). Доби пренасочва своята ярост в трескаво рисуване. Той вижда в Полет само една жена, която удовлетворява личните му нужди под претекст, че му асистира в работата, но за Полет рисуването е всичко.
Сценарист е Ричард Прайс.

### „Живот без Зоуи“
Зоуи е малко момиченце с богати родители. Тя живее в нюйоркски хотел и разчита единствено на своя забавен иконом. Тази част е режисирана от Франсис Форд Копола, а сценарият е написан от него и от дъщеря му София Копола.

### „Едипово разстройство“
„Едипово разстройство“ е комедийната версия на Уди Алън, който освен, че играе и режисира филма, е и негов сценарист. В тази част Шелдън трябва да се бори със своята натрапчива майка (Мей Куестел), когато изведнъж тя изчезва след участие във фокус, за да се покаже след 1 седмица на небето (оператор е Свен Нюквист, а монтажист – Сюзън Морс) и отново да дава ценни наставления на своя син. Годеницата му Лиса (Миа Фароу) не издържа на напрежението и го напуска.

## Епизоди и режисьори
| Режисьор            | Име                    | Име в оригинал     |
| ------------------- | ---------------------- | ------------------ |
| Мартин Скорсезе     | „Житейски уроци“       | „Life Lessons“     |
| Франсис Форд Копола | „Живот без Зоуи“       | „Life Without Zoë“ |
| Уди Алън            | „Едипово разстройство“ | „Oedipus Wrecks“   |

## В ролите

### „Житейски уроци“
| Актьор       | Роля          |
| ------------ | ------------- |
| Ник Нолти    | Лайънъл Доби  |
| Розана Аркет | Полет         |
| Стив Бусеми  | Грегори Старк |

### „Живот без Зоуи“
| Актьор            | Роля    |
| ----------------- | ------- |
| Хедър Маккомб     | Зоуи    |
| Джанкарло Джанини | Клаудио |
| Талия Шайър       | Шарлота |

### „Едипово разстройство“
| Актьор        | Роля              |
| ------------- | ----------------- |
| Уди Алън      | Шелдън            |
| Мей Куестел   | Майката на Шелдън |
| Мия Фароу     | Лиза              |
| Джули Кавнър  | Трева             |
| Кирстен Данст | Дъщерята на Лиза  |